# Gryżyce (Basse-Silésie)
Pour les articles homonymes, voir Gryżyce.
Gryżyce est une localité polonaise de la gmina de Wińsko, située dans le powiat de Wołów en voïvodie de Basse-Silésie.